# رینیر (اورگن)
رینیر (به انگلیسی: Rainier) شهری در شهرستان کلمبیا ایالت اورگن است و در سرشماری سال ۲۰۱۱ میلادی، ۱٬۸۹۵ نفر جمعیت داشته که نسبت به سال ۲۰۱۰، ۰ درصد رشد جمعیت داشته‌است.

## موقعیت جغرافیایی
موقعیت جغرافیایی شهرها و مناطق اطراف به شرح زیر است: